# Gomoa
Le district de Gomoa est l’un des 13 districts de la Région du Centre du Ghana.